# Oculohammus densepunctatus
Oculohammus densepunctatus là một loài bọ cánh cứng trong họ Cerambycidae.